# HD 111031
HD 111031 är en ensam stjärna belägen i den norra delen av stjärnbilden Korpen. Den har en skenbar magnitud av ca 6,87 och kräver åtminstone en handkikare för att kunna observeras. Baserat på parallaxmätning inom Hipparcosuppdraget på ca 32,4 mas, beräknas den befinna sig på ett avstånd på ca 100 ljusår (ca 31 parsek) från solen. Den rör sig närmare solen med en heliocentrisk radialhastighet på ca -20 km/s.

## Egenskaper
HD 111031 är en gul stjärna i huvudserien av spektralklass G5 V. Den har en radie som är ca 1,3 solradier och har ca 1,6 gånger solens utstrålning av energi från dess fotosfär vid en effektiv temperatur av ca 5 700 K.

## Planetsystem
År 2007 upptäcktes en obekräftad exoplanet, HD 111031 b, som kretsar kring stjärnan. Den har en massa som är ca 2,9 gånger Jupiters massa och en omloppsperiod av 5 986 dygn i en bana med en excentricitet av 0,32.
| Planet | Massa    | Halv storaxel (AE) | Siderisk omloppstid (d) | Excentricitet | Inklination | Radie |
| ------ | -------- | ------------------ | ----------------------- | ------------- | ----------- | ----- |
| b      | ~2,87 MJ | -                  | 5 986                   | 0,32          | -           | -     |